# Oberhausbergen
Oberhausbergen est une commune française située dans la circonscription administrative du Bas-Rhin et, depuis le 1er janvier 2021, dans le territoire de la Collectivité européenne d'Alsace, en région Grand Est.
Cette commune se trouve dans la région historique et culturelle d'Alsace.

## Géographie
Oberhausbergen se trouve au nord-ouest de Strasbourg sur les collines de Hausbergen et fait partie de l'Eurométropole de Strasbourg. La commune est un des lieux de captage de l'eau potable de Strasbourg et son agglomération. Non loin passent l'autoroute A351 et la RN 4 qui relient Strasbourg à Nancy et Paris. L'itinéraire cyclable franco-allemand de la piste des Forts, qui épouse l'ancienne ceinture de la place fortifiée de Strasbourg sur 85 kilomètres, chemine sur les hauteurs d'Oberhausbergen.

### Communes limitrophes
| Dingsheim          | Griesheim-sur-Souffel | Mittelhausbergen |
| Oberschaeffolsheim | Oberhausbergen        | Schiltigheim     |
| Wolfisheim         | Eckbolsheim           | Strasbourg       |

### Hydrographie

#### Réseau hydrographique
La commune est dans le bassin versant du Rhin au sein du bassin Rhin-Meuse. Elle est drainée par la Musau,.
La Musau d'une longueur de 13 km, prend sa source dans la commune de Fessenheim-le-Bas et se jette  dans la Souffel à Dingsheim, après avoir traversé dix communes. 

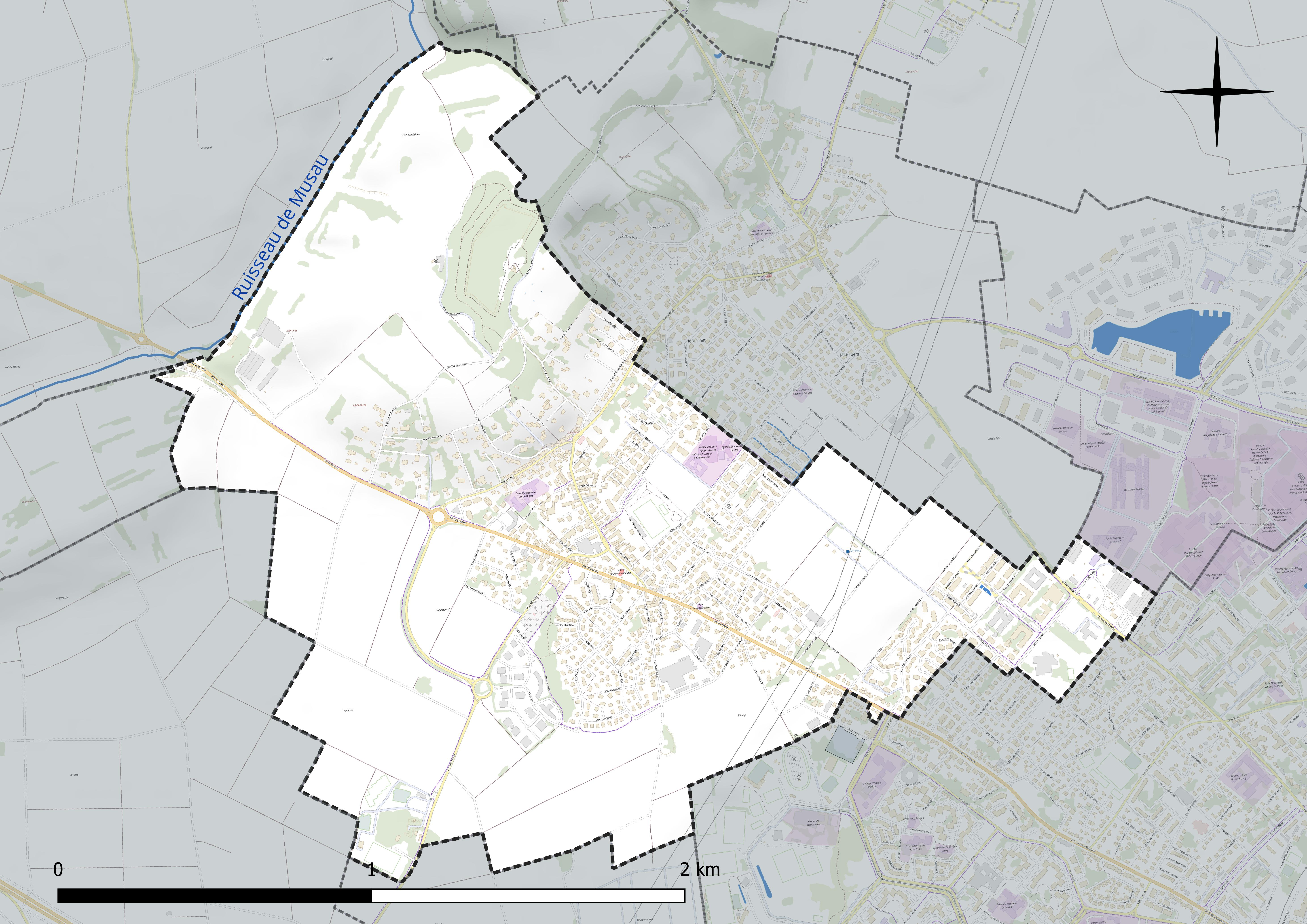
Réseau hydrographique d'Oberhausbergen.

#### Gestion et qualité des eaux
Le territoire communal est couvert par le schéma d'aménagement et de gestion des eaux (SAGE) « Ill Nappe Rhin ». Ce document de planification concerne la nappe phréatique rhénane, les cours d'eau de la plaine d'Alsace et du piémont oriental du Sundgau, les canaux situés entre l'Ill et le Rhin et les zones humides de la plaine d'Alsace. Le périmètre s’étend sur 3 596 km2. Il a été approuvé le 17 janvier 2005. La structure porteuse de l'élaboration et de la mise en œuvre est la région Grand Est. 
La qualité des cours d’eau peut être consultée sur un site dédié géré par les agences de l’eau et l’Agence française pour la biodiversité. 

### Climat
Pour des articles plus généraux, voir Climat du Grand Est et Climat du Bas-Rhin.
En 2010, le climat de la commune est de type climat des marges montargnardes, selon une étude du Centre national de la recherche scientifique s'appuyant sur une série de données couvrant la période 1971-2000. En 2020, Météo-France publie une typologie des climats de la France métropolitaine dans laquelle la commune est exposée à un climat semi-continental et est dans la région climatique  Alsace, caractérisée par une pluviométrie faible, particulièrement en automne et en hiver, un été chaud et bien ensoleillé, une humidité de l’air basse au printemps et en été, des vents faibles et des brouillards fréquents en automne (25 à 30 jours). 
Pour la période 1971-2000, la température annuelle moyenne est de 10,5 °C, avec une amplitude thermique annuelle de 17,8 °C. Le cumul annuel moyen de précipitations est de 661 mm, avec 9,1 jours de précipitations en janvier et 10,4 jours en juillet. Pour la période 1991-2020, la température moyenne annuelle observée sur la station météorologique de Météo-France la plus proche, « Strasbourg-Entzheim », sur la commune d'Entzheim à 9 km à vol d'oiseau, est de 11,4 °C et le cumul annuel moyen de précipitations est de 635,7 mm. 
La température maximale relevée sur cette station est de 38,9 °C, atteinte le 25 juillet 2019 ; la température minimale est de −23,6 °C, atteinte le 23 janvier 1942,,. 
| Mois                                  | jan.             | fév.             | mars             | avril           | mai             | juin           | jui.           | août           | sep.            | oct.            | nov.             | déc.             | année      |
| ------------------------------------- | ---------------- | ---------------- | ---------------- | --------------- | --------------- | -------------- | -------------- | -------------- | --------------- | --------------- | ---------------- | ---------------- | ---------- |
| Température minimale moyenne (°C)     | −0,2             | 0                | 2,6              | 5,7             | 10,1            | 13,4           | 14,9           | 14,5           | 10,7            | 7,2             | 3,3              | 0,8              | 6,9        |
| Température moyenne (°C)              | 2,5              | 3,6              | 7,4              | 11,3            | 15,5            | 18,9           | 20,6           | 20,3           | 16,1            | 11,5            | 6,3              | 3,3              | 11,4       |
| Température maximale moyenne (°C)     | 5,2              | 7,3              | 12,1             | 17              | 20,9            | 24,4           | 26,4           | 26,1           | 21,6            | 15,8            | 9,4              | 5,9              | 16         |
| Record de froid (°C) date du record   | −23,6 23.01.1942 | −22,3 15.02.1929 | −16,7 04.03.1965 | −5,6 21.04.1938 | −2,4 11.05.1953 | 1,1 02.06.1936 | 4,9 07.07.1961 | 4,8 30.08.1998 | −1,3 27.09.1943 | −7,6 31.10.1950 | −10,8 30.11.1973 | −23,4 23.12.1938 | −23,6 1942 |
| Record de chaleur (°C) date du record | 17,5 10.01.1991  | 21,1 25.02.21    | 26,3 31.03.21    | 30 22.04.18     | 34,6 20.05.22   | 38,8 30.06.19  | 38,9 25.07.19  | 38,7 07.08.15  | 33,4 11.09.23   | 31 13.10.23     | 22,1 18.11.1926  | 18,6 31.12.22    | 38,9 2019  |
| Ensoleillement (h)                    | 555              | 858              | 1 464            | 1 869           | 2 091           | 2 264          | 2 397          | 2 242          | 1 735           | 1 004           | 552              | 442              | 17 473     |
| Précipitations (mm)                   | 35,4             | 34,1             | 38,6             | 41,8            | 77,2            | 68,5           | 71,9           | 61,3           | 54,6            | 59,5            | 47,6             | 45,2             | 635,7      |

| Diagramme climatique                                  |          |             |           |              |              |              |              |              |             |            |            |
| J                                                     | F        | M           | A         | M            | J            | J            | A            | S            | O           | N          | D          |
| 5,2−0,235,4                                           | 7,3034,1 | 12,12,638,6 | 175,741,8 | 20,910,177,2 | 24,413,468,5 | 26,414,971,9 | 26,114,561,3 | 21,610,754,6 | 15,87,259,5 | 9,43,347,6 | 5,90,845,2 |
| Moyennes : • Temp. maxi et mini °C • Précipitation mm |          |             |           |              |              |              |              |              |             |            |            |

Les paramètres climatiques de la commune ont été estimés pour le milieu du siècle (2041-2070) selon différents scénarios d'émission de gaz à effet de serre à partir des nouvelles projections climatiques de référence DRIAS-2020. Ils sont consultables sur un site dédié publié par Météo-France en novembre 2022.

## Urbanisme

### Typologie
Au 1er janvier 2024, Oberhausbergen est catégorisée grand centre urbain, selon la nouvelle grille communale de densité à sept niveaux définie par l'Insee en 2022.
Elle appartient à l'unité urbaine de Strasbourg (partie française), une agglomération internationale regroupant 23  communes, dont elle est une commune de la banlieue,,. Par ailleurs la commune fait partie de l'aire d'attraction de Strasbourg (partie française), dont elle est une commune du pôle principal,. Cette aire, qui regroupe 268 communes, est catégorisée dans les aires de 700 000 habitants ou plus (hors Paris),.

### Occupation des sols
L'occupation des sols de la commune, telle qu'elle ressort de la base de données européenne d’occupation biophysique des sols Corine Land Cover (CLC), est marquée par l'importance des territoires agricoles (61,6 % en 2018), en diminution par rapport à 1990 (66,2 %). La répartition détaillée en 2018 est la suivante : 
terres arables (54,3 %), zones urbanisées (36,1 %), zones agricoles hétérogènes (7,3 %), zones industrielles ou commerciales et réseaux de communication (2,2 %). L'évolution de l’occupation des sols de la commune et de ses infrastructures peut être observée sur les différentes représentations cartographiques du territoire : la carte de Cassini (XVIIIe siècle), la carte d'état-major (1820-1866) et les cartes ou photos aériennes de l'IGN pour la période actuelle (1950 à aujourd'hui).

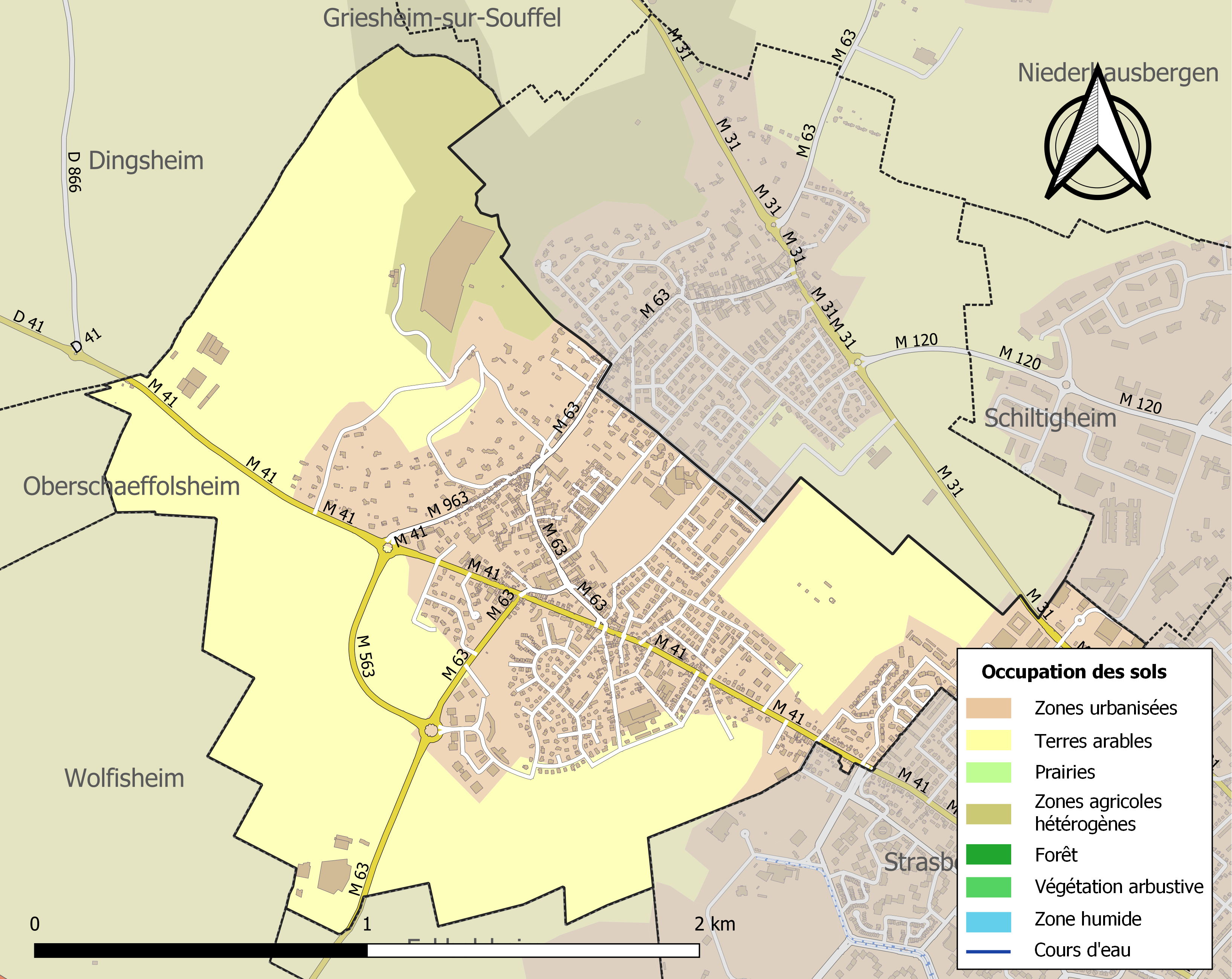
Carte des infrastructures et de l'occupation des sols de la commune en 2018 (CLC).

### Mobilités
La commune est bien placée dans l'édition 2021 du baromètre des villes cyclables de la Fédération française des usagers de la bicyclette.

## Histoire
L'occupation des terres dans la région de Strasbourg date d'environ 600 000 ans. Au regard des éléments archéologiques et du produit des fouilles, on peut penser que les hauteurs d'Oberhausbergen ont elles aussi été, si ce n'est des lieux d'habitations, des lieux d'activités humaines comme la chasse ou la cueillette. Des éléments tangibles laissent croire à l'occupation des sols par l'homme de Néanderthal (90 000 à 40 000 av. J.-C.). Puis vers 5000 av. J.-C., des groupes humains s'installent autour de Strasbourg apportant avec eux l'agriculture et l'élevage, entrant ainsi dans l'ère néolithique. L'emplacement actuel du Valparc a été occupé par des habitations aux alentours de 725 à 450 av. J.-C.
Le site d'Oberhausbergen a vraisemblablement été occupé durant l'Antiquité. L'aqueduc gallo-romain allant de Kuttolsheim à Strasbourg et passant par Oberhausbergen, la bataille d'Argentoratum vers 357, les nombreuses pièces de monnaie romaines retrouvées dans les champs sont des preuves de l'occupation du site. La chute de l'Empire romain en 406, l'invasion des peuples germaniques puis des Huns n'ont laissé que peu de traces archéologiques même s'il s'agissait sans doute d'une période sombre pour l'Alsace. Cependant, quelques découvertes archéologiques laissent penser que le site était occupé également à l'époque mérovingienne.
C'est vers 763 qu'apparaît la première dénomination du village sous le nom de Hugesperg (la colline de Hugues) ancien bien des ducs d'Alsace. Au Xe siècle, le Haut et le Bas-Hugesbergen sont cédés à Saint-Thomas par l'évêque Richwin.
Le 8 mars 1262, Oberhausbergen a été le théâtre d'une bataille historique entre les troupes de Walter de Geroldseck évêque et seigneur de Strasbourg et les Strasbourgeois qui souhaitaient se soustraire à l'autorité de l'évêque. La cavalerie de l'évêque fut vaincue par les fantassins strasbourgeois, libérant la ville du joug de son seigneur.
Après cet épisode, ce n'est que vers 1360 que l'on reparle d'Oberhausbergen en tant que bien d'Empire. Puis du début du XVe siècle jusqu'à la Révolution, Oberhausbergen sera le fief de la famille Zorn de Plobsheim.
Durant la Réforme, Oberhausbergen, mais plus généralement l'Alsace, a été chahutée par des guerres entre catholiques et protestants. La commune sera incendiée en mai 1646, deux ans avant la fin de la guerre de Trente Ans, mais les circonstances de cet incendie ne sont pas précises.
Avant la Révolution française, Oberhausbergen comptait 290 habitants. L'Alsace se prépare à cette époque à participer à ses premiers États généraux et le cahier de doléances rédigé pour l'occasion à Oberhausbergen est l'un des rares conservé à ce jour pour la Basse-Alsace. On y apprend notamment que la commune est écrasée par les taxes et impôts divers. Fin 1789, l'Assemblée constituante réorganise l'administration municipale et met en place des « agents municipaux » que l'on nommera bien plus tard des maires. Le premier à tenir cette fonction à Oberhausbergen serait Michel Lobstein. À la suite de cette réorganisation, Oberhausbergen devient chef-lieu de canton jusqu'en 1835.
En 1815, Oberhausbergen est le théâtre d'une bataille qui opposa les troupes autrichiennes à l'armée napoléonienne. Les troupes autrichiennes avaient dressé leur quartier général « au château » (propriété actuelle de la famille Diebolt). Les troupes françaises prirent par surprise les Autrichiens au saut du lit, mais cela ne suffit pas à les rendre victorieux et elles durent se replier vers Strasbourg. Cet affrontement est reconnu comme étant le dernier grand combat du Premier Empire.
La guerre de 1870-1871 s'achève avec la cession de l'Alsace et d'une partie de la Lorraine à l'Allemagne. Guillaume Ier décide donc de fortifier Strasbourg, capitale de ce nouveau Reichsland, en construisant 14 forts ceinturant la ville. Le site d'Oberhausbergen est très vite retenu en raison des avantages que propose la colline. La construction du fort V débutera en 1872, nécessitant 240 000 m3 de terrassement et 160 000 m3 de maçonnerie. Après avoir été expropriés, les paysans de la commune participent aux travaux de terrassement. Des milliers d'ouvriers français et étrangers participent à la construction de cet ouvrage militaire qui doit pouvoir accueillir 900 hommes en temps de guerre. Le fort Frère ne sera jamais le théâtre de bataille. Il a été tour à tour aux mains des Allemands et de Français qui l'ont réaménagé, en fonction des époques et des évolutions techniques. Le fort sera laissé à l'abandon à l'issue de la Seconde Guerre mondiale.
Durant la Première Guerre mondiale le village vit au ralenti et les témoignages sont rares. C'est entre les deux guerres mondiales que Oberhausbergen se modernise, enrichissant et diversifiant ses activités agricoles et bénéficiant de lignes de transport en commun importantes.
À partir de 1920, l'augmentation du nombre de véhicules particuliers entraîne la modification des grands axes. La commune, poussée par l'augmentation du trafic entreprend des travaux de voirie et l'assèchement du centre village qui porte encore les traces (dans sa toponymie) des eaux stagnantes empêchant le développement des voies de circulation. L'arrivée progressive de l'éclairage électrique public et la construction du réservoir d'eau sur la colline, sont autant d'avancées techniques qui transforment peu à peu le village juste avant la Seconde Guerre mondiale.
Après ce deuxième épisode guerrier, Oberhausbergen se reconstruit. En 1956, une nouvelle école primaire voit le jour, puis en 1967, c'est la maison Béthel qui est inaugurée, la tour hertzienne se dresse sur la colline en 1973, puis la commune se dote d'un centre sportif inauguré en 1981 et en 1991, c'est l'école maternelle Sarah-Banzet qui est achevée. Plus tard en 1997, l'école primaire Josué-Hoffet fait l'objet de travaux d'agrandissement.
La physionomie d'Oberhausbergen a considérablement évolué dès les années 1980 avec la création de plusieurs lotissements et la diversification de l'habitat. La population de la commune n'a cessé de croître jusqu'en 1999 atteignant 4 518 habitants.

## Politique et administration

### Liste des maires
| Période                                  | Période                   | Identité                                        | Étiquette | Qualité |
| ---------------------------------------- | ------------------------- | ----------------------------------------------- | --------- | --- |
| Les données manquantes sont à compléter. |                           |                                                 |           | |
| 1816                                     |                           | Michel Lobstein                                 |           | |
| Les données manquantes sont à compléter. |                           |                                                 |           | |
| 1875                                     | 1893                      | Michel Diebolt-Weber père                       |           | Cultivateur |
| Les données manquantes sont à compléter. |                           |                                                 |           | |
| 1906                                     | 1917                      | Michel Diebolt-Weber fils                       | Libéral   | Exploitant agricole, fondateur d'une laiterie industrielle                                                                                             |
| Les données manquantes sont à compléter. |                           |                                                 |           | |
| 1919                                     | 16 mai 1929               | Michel Diebolt-Weber fils                       | PRDS      | Exploitant agricole, administrateur de sociétés Sénateur du Bas-Rhin (1920 → 1936) Membre du Conseil consultatif d’Alsace et de Lorraine (1920 → 1925) |
| 16 mai 1929                              | 1940                      | Robert Diebolt (1889-1962)                      |           | Propriétaire |
| Les données manquantes sont à compléter. |                           |                                                 |           | |
| 1945                                     | 18 août 1962 (décès)      | Robert Diebolt (1889-1962)                      |           | Propriétaire Légion d'honneur : chevalier (1952), officier (1962) Chevalier du Mérite civil (1961)                                                     |
| Les données manquantes sont à compléter. |                           |                                                 |           | |
| mars 1989                                | mars 2014                 | Jean-Richard Diebolt                            | DVD-UDI   | Médecin anesthésiste, maire honoraire (2021) |
| mars 2014                                | octobre 2018 (démission)  | Théo Klumpp                                     | DVD       | Dirigeant de laboratoire d'analyses médicales retraité                                                                                                 |
| décembre 2018                            | En cours (au 31 mai 2020) | Cécile Delattre Réélue pour le mandat 2020-2026 | DVD-UDI   | Conseillère en gestion Conseillère départementale de Hœnheim (2015 → 2021) Conseillère d'Alsace (2021 → )                                              |

## Démographie
L'évolution du nombre d'habitants est connue à travers les recensements de la population effectués dans la commune depuis 1793. Pour les communes de moins de 10 000 habitants, une enquête de recensement portant sur toute la population est réalisée tous les cinq ans, les populations de référence des années intermédiaires étant quant à elles estimées par interpolation ou extrapolation. Pour la commune, le premier recensement exhaustif entrant dans le cadre du nouveau dispositif a été réalisé en 2006.

En 2022, la commune comptait 5 652 habitants, en évolution de +5 % par rapport à 2016 (Bas-Rhin : +3,17 %, France hors Mayotte : +2,11 %).
| 1793 | 1800 | 1806 | 1821 | 1831 | 1836 | 1841 | 1846 | 1851 |
| ---- | ---- | ---- | ---- | ---- | ---- | ---- | ---- | ---- |
| 300  | 329  | 327  | 399  | 414  | 438  | 444  | 479  | 515  |

| 1856 | 1861 | 1866 | 1871 | 1875 | 1880 | 1885 | 1890 | 1895 |
| ---- | ---- | ---- | ---- | ---- | ---- | ---- | ---- | ---- |
| 508  | 529  | 550  | 578  | 627  | 609  | 682  | 954  | 973  |

| 1900 | 1905 | 1910  | 1921 | 1926 | 1931 | 1936 | 1946  | 1954  |
| ---- | ---- | ----- | ---- | ---- | ---- | ---- | ----- | ----- |
| 973  | 998  | 1 014 | 762  | 829  | 889  | 969  | 1 039 | 1 110 |

| 1962  | 1968  | 1975  | 1982  | 1990  | 1999  | 2006  | 2011  | 2016  |
| ----- | ----- | ----- | ----- | ----- | ----- | ----- | ----- | ----- |
| 1 291 | 1 818 | 2 103 | 2 014 | 3 020 | 4 518 | 4 397 | 4 735 | 5 383 |

| 2021  | 2022  | - | - | - | - | - | - | - |
| ----- | ----- | - | - | - | - | - | - | - |
| 5 556 | 5 652 | - | - | - | - | - | - | - |

## Culture locale et patrimoine

### Lieux et monuments
- Le fort Frère, le prototype des forts « von Biehler »[27].
- L'église protestante[28].
- Le château[29].
- La tour hertzienne.
- Bethel.
- L'ilot.
- PréO.
- Centre sportif.
- Valparc.
- Église catholique.
- L'école.

### Personnalités liées à la commune
- Michel Diebolt-Weber, (1859-1936) nè et décédé à Oberhausbergen (Bas-Rhin), homme politique.

### Héraldique
| Blason de Oberhausbergen | Blason  | D'azur aux trois coquilles d'or. |
| Blason de Oberhausbergen | Détails |                                  |